# Museo de Escritura del Sudoeste
El Museo de Escritura del Sudoeste de Almodôvar es un museo dedicado a la escritura paleohispánica del sudoeste que fue abierto al público el 29 de septiembre de 2007 en el pueblo de Almodôvar (Bajo Alentejo, Portugal). 
El museo está ubicado en el edificio del antiguo Cine-Teatro Municipal, en el centro histórico de Almodôvar. 
La colección permanente del museo tiene alrededor de 20 piezas, incluida una colección permanente de 16 estelas descubiertas en el núcleo arqueológico de Almodóvar.
Su pieza más notable es la estela de São Martinho, encontrada en el sitio arqueológico de São Marcos da Serra, en Silves, con alrededor de 60 signos, considerada una de las inscripciones más extensas de la escritura tartésica o conia.
En mayo de 2015, el museo comenzó a exhibir la estela de Monte Novo do Visconde, en esquisto y con menos de cien signos grabados. Con 95 centímetros de altura, 34 de ancho y 22 de grosor, la estela Monte Novo do Visconde fue encontrada en 1979 en Casével (Castro Verde) y fue entregada al arqueólogo Caetano de Mello Beirão, quien más tarde excavó el sitio donde todavía encontró los restos de una antigua necrópolis, de unos 2500 años de antigüedad, de la Primera Edad del Hierro en el suroeste de la península.